# 多胡肇
多胡 肇（たご はじめ、1967年1月28日 - ）は、日本のスポーツ指導者。東京都出身。身長170cm、体重64kg。血液型B型。

## 来歴・人物
1985年に日体荏原高校を卒業。1989年に日本体育大学体育学部を卒業。日体大在学当時は、体育教師を目指していたことから体操を専攻した。また、団体徒手（新体操）の日本代表選手として国際大会へ出場したこともある。大学卒業と同年に西武鉄道へ入社し、ビッグボックス西武アスレティッククラブにインストラクターとして勤務。
1994年に西武グループ傘下のプロ野球球団である西武ライオンズへ出向し、2軍トレーニングコーチに就任、1995年度シーズンから1997年度シーズンにかけて務めた（選手経験はないが、右投右打として登録。背番号は97）。退任と同時に西武鉄道を退社。
1998年より日本工業大学非常勤講師、日本放送協会（NHK）テレビ・ラジオ体操指導者を務める。
2020年よりNPO法人全国ラジオ体操連盟理事長、埼玉西武ライオンズ・レディーストレーニングコーチを務める。
2022年11月にNPO法人全国ラジオ体操連盟理事長およびテレビ・ラジオ体操指導者を退任。

## 出演番組
- ラジオ体操・テレビ体操（NHK各種ラジオ・テレビ媒体）
- みんなの体操（NHK各種テレビ媒体）
- 1000万人ラジオ体操・みんなの体操祭

## 著書
- DVD付き 健康寿命を伸ばす!たご体操（2013年9月20日発売、角川マガジンズ発行） ISBN 9784047318793 [12]